# Fushigi no Umi no Nadia (jeu vidéo)
Fushigi no Umi no Nadia est un jeu vidéo de rôle sorti en 1991 sur Mega Drive. Le jeu a été développé et édité par Namco et s'inspire de la série d'animation Nadia, le secret de l'eau bleue.